# 諸星崇
諸星崇（もろほし たかし、1981年 - ）は、日本のライトノベル作家、シナリオライター。

## 経歴
「グループSNE」所属を経てフリーとなる。小説家としては2005年に『リボーンリバース ゴースト・コンタクト』でデビューした。ゲームシナリオ、ドラマCD、舞台脚本、各種解説本などを手がける。

## 作品リスト

### 小説
- 『リボーンリバース ゴースト・コンタクト』
- 『ラスト・フェニックス ―不死殺しの王女―』
- 『電光の霊操者 ガープス・リボーンリバース・リプレイ』
- 『ソード・ワールド2.0リプレイ 拳と魔封の物語』
- 『ソーサルカンパニー・リプレイ 魔法の会社で大もうけ！』
- 『時渡りの〈紅女神騎士団〉』
- 『猫忍』
- 『団地ともお』（ノベライズ）

### ゲーム
- 『BLUE PROTOCOL』[2]